# Donji Drijen
Donji Drijen je naseljeno mjesto u općini Neum, Federacija BiH, BiH.

## Povijest
U popisima pučanstva Gornji i Donji Drijen navode se kao jedinstveno naselje od 1475. godine.

## Stanovništvo

### 1991.
Nacionalni sastav stanovništva 1991. godine, bio je sljedeći:
ukupno: 25
- Hrvati - 25

### 2013.
Nacionalni sastav stanovništva 2013. godine, bio je sljedeći:
ukupno: 20
- Hrvati - 20

## Znamenitosti
- nekropola od petnaestak stećaka na zaravni ispod Križevca i Zborišta[4]

### Članci
- Vidović, Domagoj. 2009. Gradačka toponimija. Folia onomastica Croatica. Zavod za lingvistička istraživanja HAZU. Zagreb.  (18): 171–221

## Vanjske poveznice
- Satelitska snimka  Arhivirana inačica izvorne stranice od 17. veljače 2021. (Wayback Machine)